# 珀爾里弗 (密西西比州)
珀爾里弗（英語：Pearl River）是位於美國密西西比州尼肖巴縣的普查規定居民點。

## 人口
根據2020年美國人口普查的數據，珀爾里弗的面積為80.37平方千米，當中陸地面積為80.28平方千米，而水域面積為0.09平方千米。當地共有人口3822人，而人口密度為每平方千米47.56人。